# Jim Robinson
'Big' Jim Robinson, geboren als Nathan Robinson (Plaquemines Parish, 25 december 1892 – New Orleans, 4 mei 1976), was een Amerikaanse jazztrombonist van de dixielandjazz.

## Biografie
Nathan Robinson werd geboren in Deer Range, een kleine nederzetting op de westelijke oever van de lagere Plaquemines Parish, Louisiana, waar hij muziek studeerde onder James Brown Humphrey. Hij arriveerde in New Orleans op zoek naar werk kort voor de Grote Orkaan van 1915 die zijn geboorteplaats Deer Range wegvaagde, wat Robinson ertoe bracht zich in de stad te vestigen. In zijn jeugd kreeg hij de bijnaam Jim Crow vanwege zijn gelaatstrekken, die op een Indiaan leken. Hij speelde professioneel als twintiger, vanaf de Eerste Wereldoorlog. In de jaren 1920 maakte hij zijn eerste opnamen als lid van de Sam Morgan Jazz Band. Hij verwierf grotere bekendheid met de heropleving van de belangstelling voor vroege New Orleans-jazz vanaf de jaren 1940 als vast lid van de bands van Bunk Johnson en George Lewis. Af en toe leidde hij ook zijn eigen band en verscheen hij in zijn latere jaren regelmatig in de Preservation Hall.
Robinsons algemeen erkende, individualistische geluid was van invloed op veel latere traditionele en New Orleans-stijl jazztrombonisten in de Verenigde Staten en Europa. Deze omvatten twee protégés die Robinson persoonlijk begeleidde: Frank Demond en Big Bill Bissonnette. In de eerste is de invloed van Robinson duidelijker.
Robinsons kenmerkende deuntje Ice Cream werd gevraagd bij bijna alle persoonlijke optredens na zijn virtuoze uitvoering van het nummer in een opname van American Music Records, gemaakt in de jaren 1940. Hij stond ook bekend om het promoten van publieksparticipatie, vooral het aanmoedigen van dansen waar mogelijk.
Jim Robinson was een veteraan van de dixieland, die bekend stond voor zijn diepe, robuuste tailgate-stijl. 

## Overlijden
Jim Robinson overleed aan kanker in de Touro Infirmary in New Orleans. Hoewel hij zijn geboortedatum meestal als eerste kerstdag 1892 aangaf, zijn er geen specifieke parochieregisters bekend om de exacte dag en het jaar te staven. In zijn overlijdensbericht van 5 mei 1976 in The New York Times wordt zijn leeftijd vermeld als 86 jaar zonder bronvermelding, wat suggereert dat het geboortejaar 1889 of 1890 is.